# Cruchade

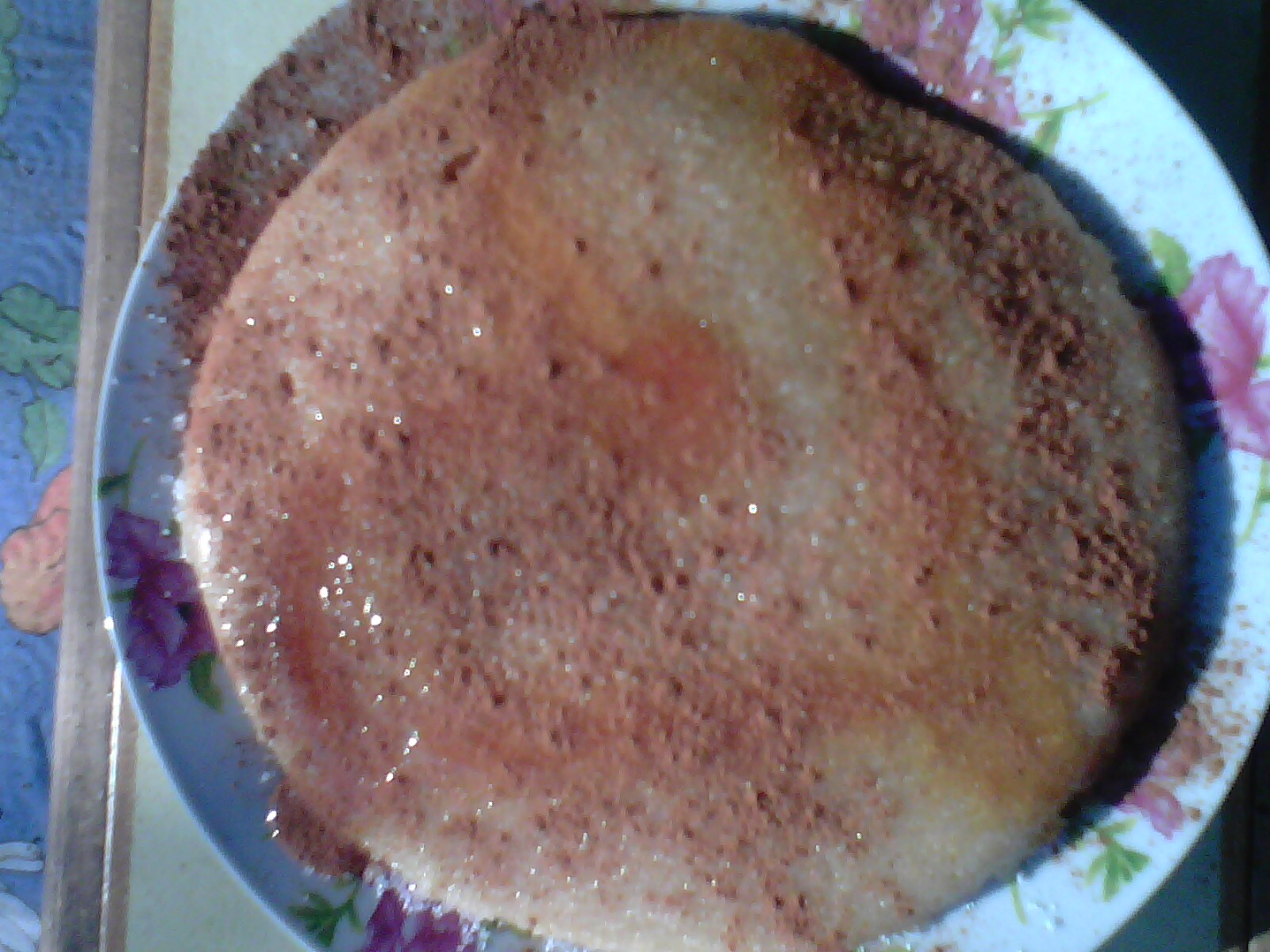
Cruchade saupoudrée de cannelle, avec un filet de caramel.

La cruchade (en gascon, cruishada, crechade ou querchade) est une bouillie de maïs. ou de millet, connue depuis le XVe siècle dans le sud-ouest de la France.

## Présentation
La pâte est obtenue en délayant de la farine de maïs. ou de millet, dans un chaudron d'eau placé sur le feu ; on mélange l'ensemble pendant tout le temps de la cuisson à l'aide d'une spatule (esplene) et, quand elle est cuite, on fait refroidir la bouillie dans des écuelles.
La cruchade fut très longtemps, avec le pain, à la base de l'alimentation dans les Landes de Gascogne et en Périgord. La graisse et les morceaux de viande restant au fond des marmites, après les préparations de confits ou les soupes, servaient de base à ce mets du pauvre. Les recettes varient selon les terroirs et les régions.
Fabienne Carme, dans son ouvrage, Les Desserts du Sud-Ouest, donne différentes appellations pour ce plat du pauvre : « cruchard » ou « milhade », dans la Grande Lande, « escaoùton », ou « escoton », en Chalosse et Marensin, « broyo », en Béarn, « rimota », en Périgord, mais encore « milhas », « pastet », « armoton », entre autres. C'est l'équivalent gascon de la polenta italienne et du milhàs languedocien.

## Gastronomie
De nos jours, on trouve plutôt des déclinaisons sucrées de la cruchade. Le restaurant La Tupiña, à Bordeaux, en propose des versions sucrées. On peut trouver des cruchades sur les étals des marchés aquitains, ou prêtes à réchauffer en grande surface. À l'écomusée de la lande à Marquèze, les recettes anciennes, comme la cruchade, sont régulièrement réalisées pour faire redécouvrir ces saveurs anciennes.

## Littérature
François Mauriac, dans Le Nœud de vipères (1932), décrit les fermes gasconnes de sa mère, « où nos métayers vivaient, mal nourris de cruchade et de pain noir ».